# Rosi Golan
Rosi Golan es una cantante y compositora indie nacida en Israel y actualmente residiendo en Brooklyn, Nueva York, Estados Unidos. Desde el 2008 ha lanzado dos LPs, éstos llamados Lead Baloon y The Drifter & The Gypsy y un EP llamado Fortuna. Sus canciones han aparecido en conocidas películas como Dear John y Tiger Eyes, varios programas de TV como The Vampire Diaries, Grey's Anatomy, Private Practice, Brothers & Sisters, One Tree Hill, Ghost Whisperer, y numerosos comerciales para compañías como Pantene, J. C. Penney y Walmart.

## Historia
Rosi Golan nació en Israel, pero hizo varias paradas en sus viajes, incluyendo Alemania, París y finalmente terminó en Los Ángeles a la edad de nueve. Durante sus viejas, ella no solo se arregló para tener su increíblemente melódica habilidad para componer, sino que también aprendió a hablar cinco idiomas: francés, húngaro, alemán, hebreo e inglés.
Comenzó la composición de canciones en Los Ángeles luego de comprar su primera guitarra en un capricho. Poco después, valientemente comenzó a tocar en micrófonos abiertos en algunos pubs como Molly Malones y Genghis Cohen. En 2013, Golan se mudó a Nueva York para comenzar a grabar sus primeros demos, promocionándolos tanto a través de MySpace como a través de otros sitios de Internet. Al nunca haber lanzado esas canciones, Golan comenzó a demostrar su talento tocando en micrófonos abiertos, cafés y pequeñas avenidas a través de Nueva York. Ella también comenzó a colaborar con otros compositores durante este tiempo. Uno de estas colaboraciones fue con el compositor británico Jamie Hartman, de Ben's Brother. Su canción «Let me Out» fue primero publicada en Reino Unido, y fue el primer sencillo de Rosi. Fue nominado para el prestigioso premio Ivor Novello para mejor canción. En 2006 Rosi se convirtió en la ganadora del primer Premio ASCAP Robert Allen por excelencia en composición, ella fue reconocida en el show anual de los premios ASCAP en el Lincoln Center.
En 2007, cuando estaba continuando colaborar y componer las canciones que eventualmente se convertirían en su LP debut, compuso el deseado tema reconocido mundialmente para Pantene con su canción «Shine». La canción que reemplazó esta fue «Feel the Rain», de Natasha Bedingfield.
El 18 de noviembre de 2008, Golan lanzó su LP debut, The Drifter & the Gypsy. El LP pdorucido por Marshall Altman fue publicado por el sello discográfico propio de Rosi, Gypsy Betch. Luego de un tiempo sus canciones fueron apareciendo en películas como Dear John además de en programas de TV de renombre como One Tree Hill, The Vampire Diaries, Private Practice, Brothers & Sisters, además de anuncios para compañías como Chicco, ocupando los comerciales con su canción «C'est L'amour» en más de quince países europeos.
En 2009, Golan comenzó un largo tramo de gira el cual se alargaría en 2010, eso incluyó conciertos tanto como titular que como acompañando a ciertos artistas como William Fitzsimmons (con el cual tiene la canción «Hazy»), Greg Laswell, Ari Hest y Jay Nash. Ella también hizo una gira por Estados Unidos dando únicamente conciertos en casas.
En 2010, Golan compuso la canción «Bee», la cual estuvo en el top 3 en el Festival de la Canción de Eurovisión, estrenado por Jennifer Braun y la siguiente ganadora Lena Meyer-Landrut. La canción fue publicada en el LP debut de Meyer-Landrut My Cassette Player, debutando en el puesto número 1 y certificada con doble platino. El 12 de octubre de 2013 Lena lanzó su tercer LP, Stardust. Otra vez, Golan cocompuso el sencillo y canción de título la cual estuvo en el puesto número 2 en la lista de singles de Alemania; la canción «Moonlight» junto con esta y también el LP en sí fueron certificados Oro.
En los descansos de la gira, Rosi viajó a sus lugares de composición favoritos para colaborar en canciones que luego se convertirían en su LP follow-up. Estos destinos frecuentes incluyeron Los Ángeles, Nashville y Londres. El 27 de septiembre de 2011, Rosi Golan publicó su segundo LP, Lead Balloon, otra vez en su discográfica Gypsy Betch. El álbum fue una ligera salida a la de alguna manera narturaleza suave de su disco debut. Enlistando al veterano productor Tony Berg como también colaboradores como Iain Archer, Johnny McDaid, Natalie Hemby, Boots Ottestad y otros, este álbum se mueve fluidamente a través de los géneros musicales, conteniendo canciones sumidas en Americana, pop y folk. El álbum también se caracteriza por Gary Lightbody de Snow Patrol en «Everything is Brilliant» y al guitarrista David Rawlings en «Flicker». Otra vez, Golan fue adoptada en la comunidad de cine y TV teniendo sus canciones en programas como The Vampire Diaries, One Tree Hill y Drop Dead Diva, al igual que en la película Tiger Eyes. Y otra vez, Rosi hizo una gira a través de Estados Unidos además de Europa en conciertos como titular y como soporte para ciertos artistas como Joshua Radin y Wakey!Wakey!.
Su canción «Can't go Back» de su LP Lead Baloon fue luego grabada por la banda Little Big Town para su quinto álbum de estudio, Tornado. El álbum fue publicado el 11 de septiembre de 2012 y fue certificado platino. El videoclip de Rosi Golan por su versión de la canción está actualmente siendo destacada en CMT.com y CMTEdge.com
El 15 de octubre de 2013, Golan publicó su EP Fortuna. El EP producido por Ian Fitchuk fue grabado enteramente en Nashville en un período de dos semanas en el verano de 2013. Fortuna debutó en el puesto número 8 en la lista de iTunes para cantantes-compositores. La portada del LP es una pieza original del artista austríaco Christian Schloe, la cual fue hecha especialmente para este álbum. La pieza es titulada Fortune Favors the Brave, lo cual es una parte de la canción «Give up the Ghost».

## Discografía

### Álbumes de estudio
- The Drifter and The Gypsy (18 de noviembre de 2008)
- Lead Balloon (27 de septiembre de 2011)

### EP
- Little Apple EP (Co-proyecto con Ari Hest – 2010)
- Fortuna (25 de octubre de 2013)

## Apariciones de canciones en películas y shows de TV

### DeFortuna EP
«Give up the Ghost»
- NCIS: Los Ángeles
- Reign
- Jane the Virgin

«Got What We Wanted»
- NCIS: Los Ángeles

### DeLead Baloon
«Can't go Back»
- The Vampire Diaries
- Drop Dead Diva
- The Fosters

«Everything is Brilliant»
- One Tree Hill
- Tiger Eyes

«Flicker»
- One Tree Hill

«A lot of Things»
- Private Practice

«I Like You»
- Warehouse 13

### DeThe Drifter & the Gypsy
«Come Around»
- One Tree Hill
- Brothers & Sisters
- Ghost Whisperer

«Been A Long Day»
- One Tree Hill
- The Vampire Diaries
- In Plain Sight
- Brothers & Sisters
- The Nine Lives of Chloe King
- The Client List

«Hazy»
- One Tree Hill
- Dollhouse

«Cést L'Amour»
- Brothers & Sisters
- Chicco (comercial en varios países europeos)

«Think of Me»
- Brothers & Sisters
- Dear John
- House at the End of the Street

«Shine»
- Scoundrels
- The Biggest Loser
- Pantene (comercial mundial)

«Lullaby»
- Private Practice

### DeLittle Apple EP
«Keep me Tonight»
- One Tree Hill
- Hart of Dixie

«All in a Day»
- One Tree Hill
- Private Practice

«Give up the Ghost»
- Reign
- Jane the Virgin

### Canciones no compiladas
«One Works Better»
- Nashville

«Wrong for the Right Reasons»
- Nashville

«Let me Out»
- Grey's Anatomy

«Life is Simple»
- Walmart (comercial)

«Follow the Arrow»
- J. C. Penney (comercial)

«Stardust»
- Cacharel (comercial)

«Be my Friend»
- Cougar Town

«It Matters to me»
- Universitari - Molto più che amici